# Intercanvi kula

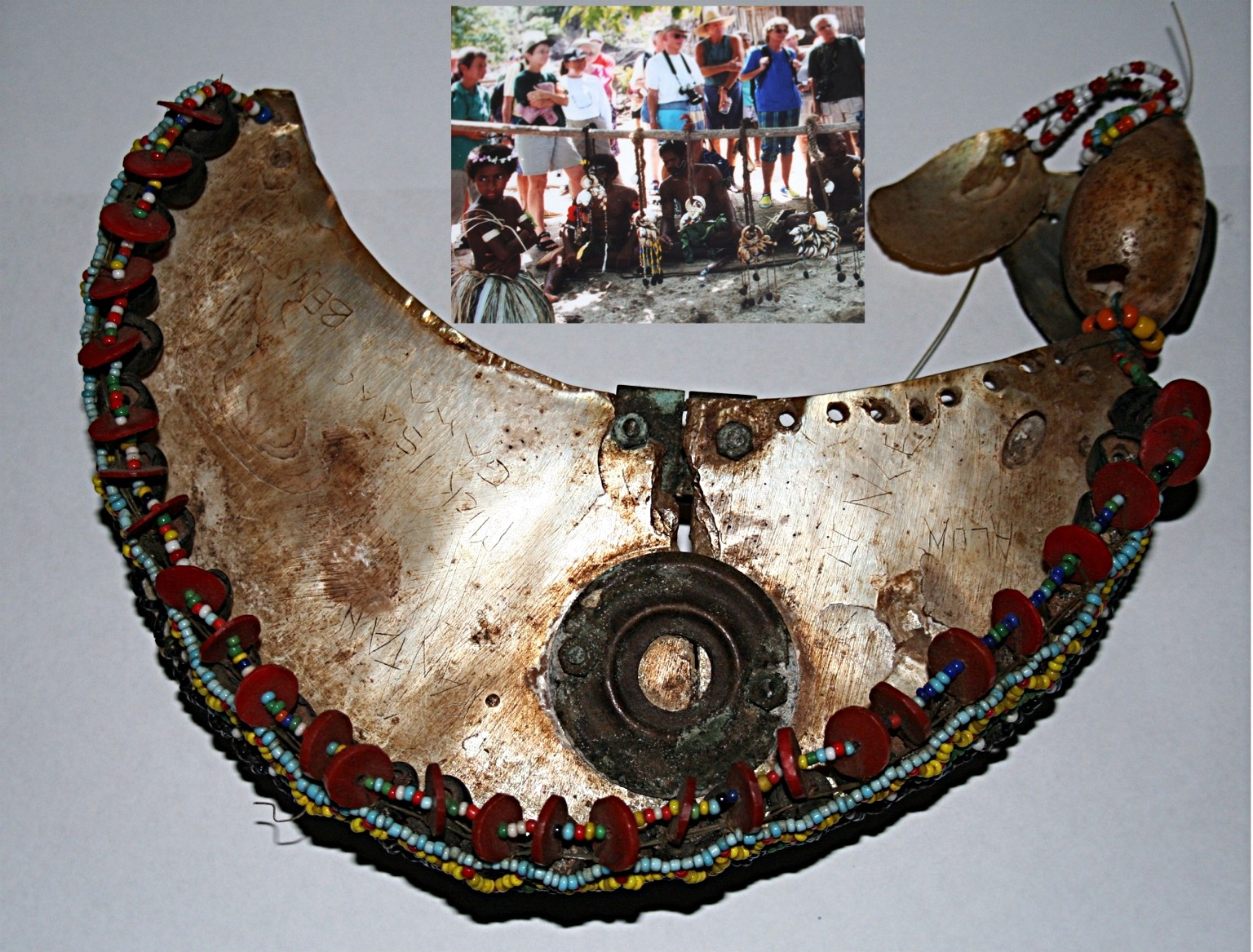
Braçalet del kula

El kula, conegut també com a circuit kula o intercanvi kula, és un intercanvi cerimonial que es realitza entre els pobladors de la Nova Guinea.
Comprèn divuit comunitats illenques de l'arxipèlag de Massim, incloses les illes Trobriand, i involucra milers d'individus. Segons les dades ofertes per Bronislaw Malinowski —que va documentar-ne la pràctica a principis del segle XX—, els participants dins el circuit kula havien de viatjar en les seves canoes alguns centenars de quilòmetres en el sentit que ho imposava l'article que s'havia proposat intercanviar amb altres participants del circuit.
Els articles que s'intercanvien dins el kula són dos. Els collarets de conquilla que els trobriandesos anomenen veigun o soulava, que circulaven cap al nord a l'interior del circuit, sempre en la direcció de les agulles del rellotge. L'altre element són polseres fetes amb petites conquilles que reben el nom de mwali; el seu sentit de la circulació és invers. Si l'intercanvi entre dues persones s'iniciava amb un collaret soulava, aquell que el rebia estava obligat a correspondre amb un braçalet mwalli.
Les condicions de la participació dins el circuit d'intercanvi variaven de regió en regió. Malinowski assenyalava que, a les illes Trobriand, els caps monopolitzaven el kula, mentre que a Dobu qualsevol persona podia participar-hi. Els objectes que s'intercanvien del kula són peces sense valor d'ús —encara que en algunes ocasions, assenyalava Malinowski, són emprades com a adorns corporals en certes celebracions religioses dels trobriandesos—, les mateixes que serveixen per a establir relacions socials i adquirir prestigi social.
Els costums i tradicions que acompanyen aquest intercanvi de dons està curosament prescrit en el sistema cultural dels pobles que en fan part, especialment en tot el que es refereix a les perllongades relacions que sostenen els companys d'intercanvi —anomenats karayata. L'acte de regalar, com escrivia Marcel Mauss en el seu Assaig sobre el do, és un dispositiu que engrandeix el donant, un acte en el qual el do és acompanyat de mostres d'exagerada modèstia en què el valor del do és rebaixat visiblement.
El do implica unes fortes relacions de correspondència i hospitalitat, protecció i assistències mútues. Una bona relació kula podia interpretar-se com un matrimoni. Per això, com citava Malinowski en Els argonautes del Pacífic occidental, els trobriandesos solen dir que "una vegada dins el kula, sempre dins el kula".
Els objectes kula rares vegades romanen per molt de temps en possessió de qui els reben. Han de passar-los a altres companys dins del circuit després d'un cert període, raó per la qual els mwalli i els soulava estan en constant circulació dins el sistema d'intercanvi. Malgrat això, la possessió temporal dels objectes kula porta als seus posseïdors cert prestigi; però, és també l'objecte d'intercanvi el que augmenta de valor simbòlic amb les transaccions, tenint cada objecte una història detallada de la seva procedència i els individus que han tingut la possessió d'aquest objecte. Els caps més importants en l'intercanvi poden tenir centenars de companys d'intercanvi, mentre que els individus amb menor pes dins la trama social solen tenir-ne una dotzena o menys, depenent de la grandària de les seves xarxes socials.